# Jamjodhpur
Jamjodhpur è una suddivisione dell'India, classificata come municipality, di 22.651 abitanti, situata nel distretto di Jamnagar, nello stato federato del Gujarat. In base al numero di abitanti la città rientra nella classe III (da 20.000 a 49.999 persone).

## Geografia fisica
La città è situata a 21° 55' 09 N e 70° 01' 07 E.

## Società

### Evoluzione demografica
Al censimento del 2001 la popolazione di Jamjodhpur assommava a 22.651 persone, delle quali 11.533 maschi e 11.118 femmine. I bambini di età inferiore o uguale ai sei anni assommavano a 2.521, dei quali 1.388 maschi e 1.133 femmine. Infine, coloro che erano in grado di saper almeno leggere e scrivere erano 16.311, dei quali 8.884 maschi e 7.427 femmine.